# GAMA (Deutschland)

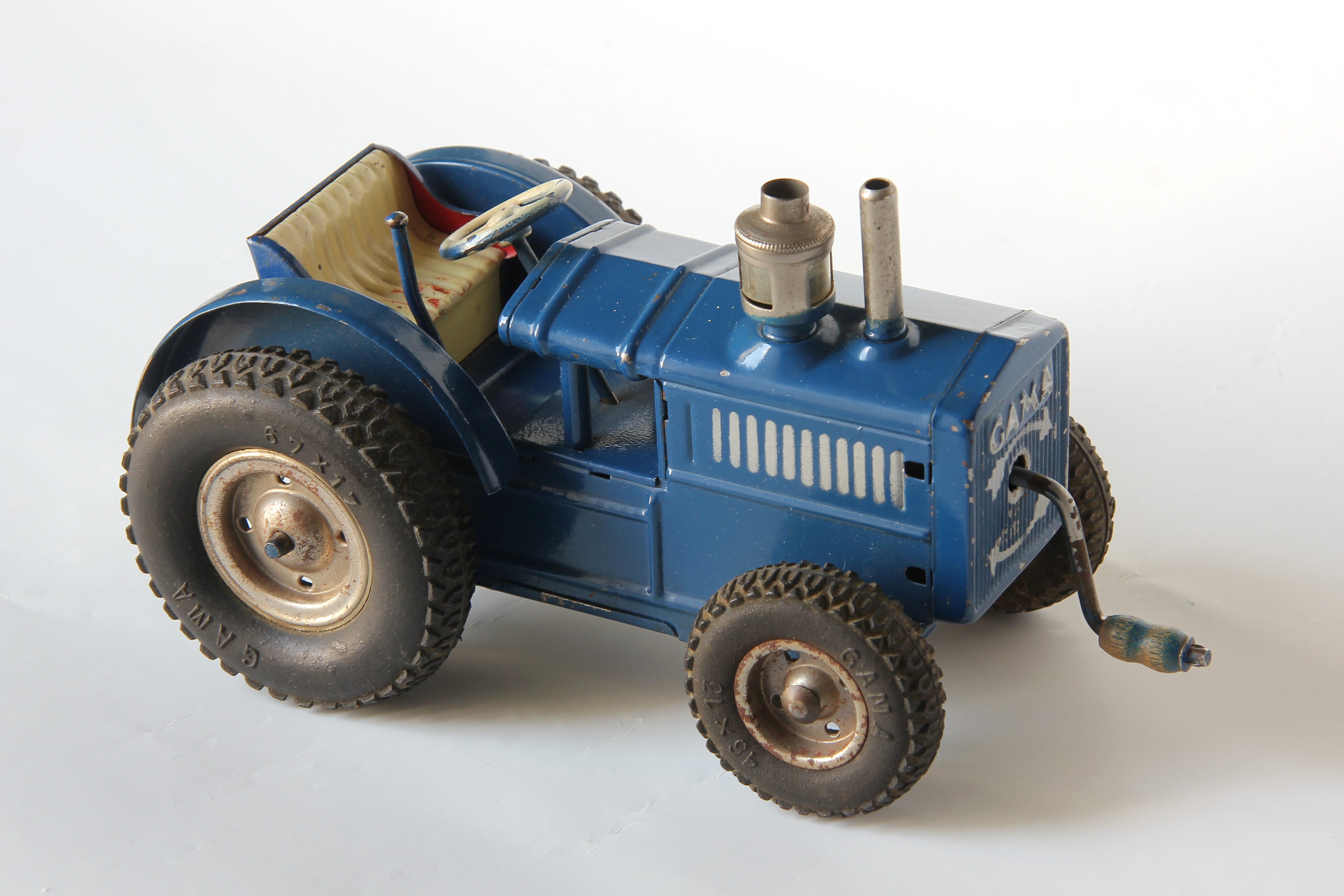
Traktor von GAMA (um 1950–55)

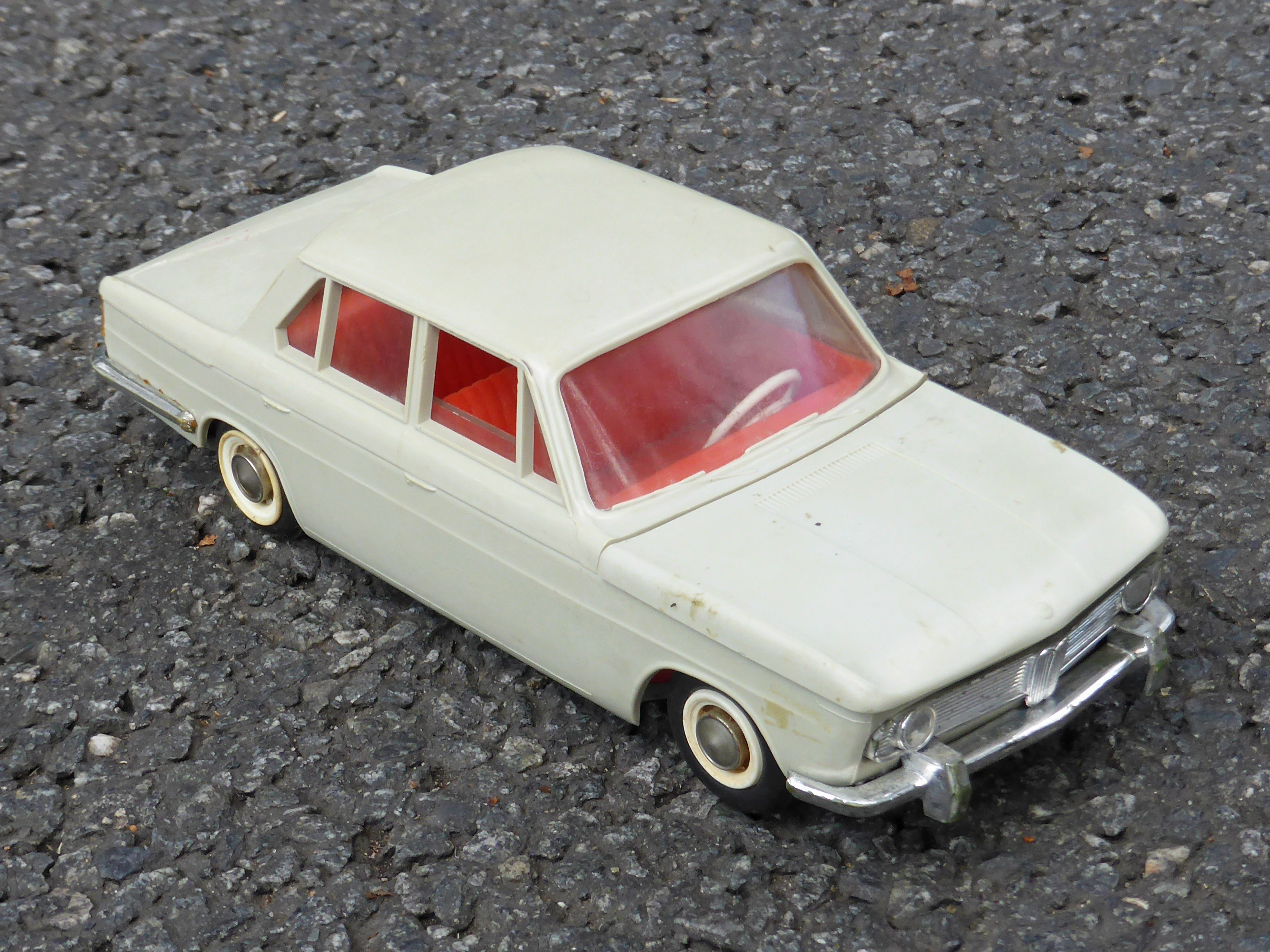
BMW 1800 von GAMA, Kunststoffmodell aus den 1960er Jahren im Maßstab 1:21

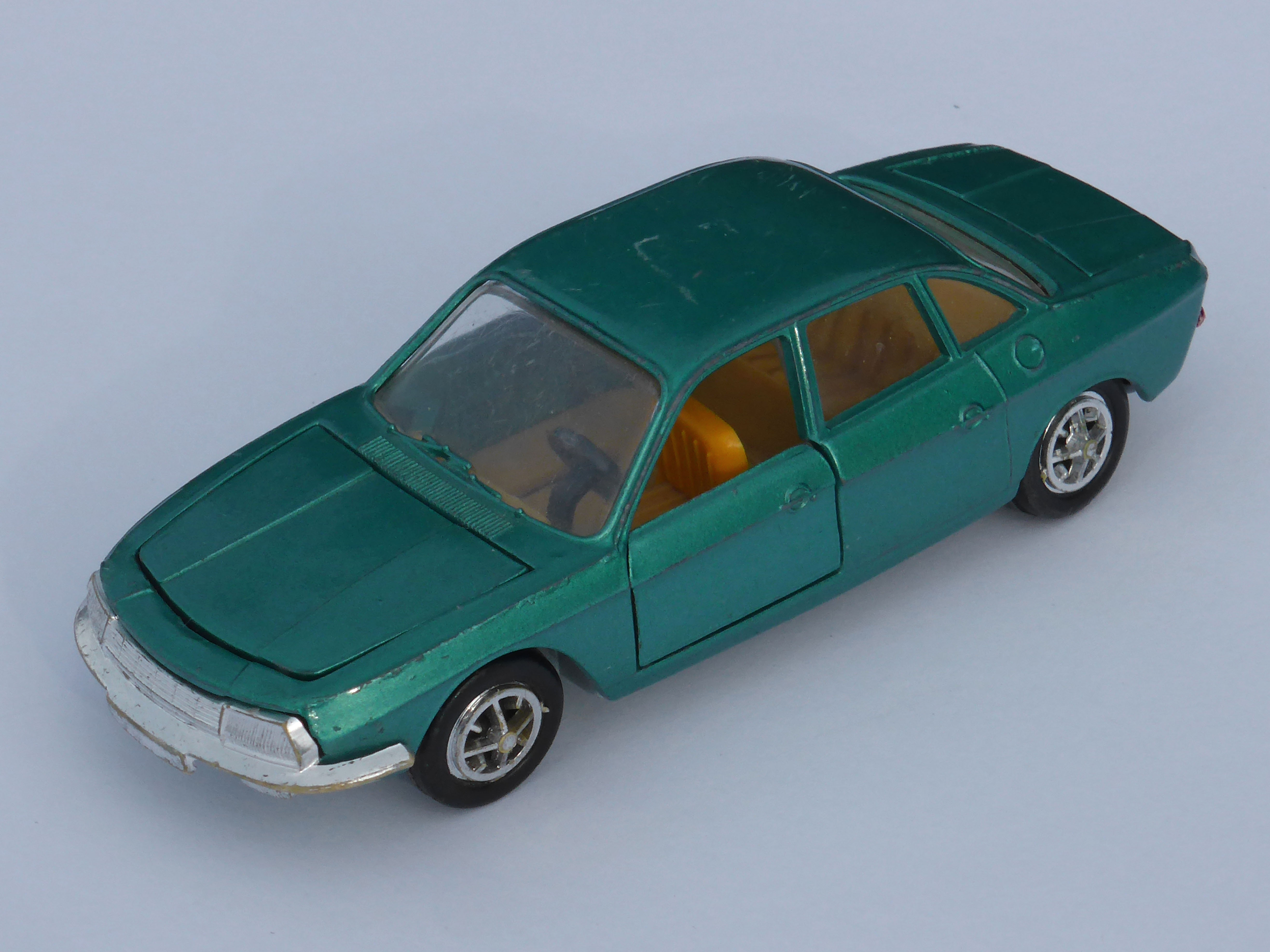
NSU Ro 80 von GAMA aus den 1970er Jahren im Maßstab 1:43

GAMA war der Name einer Fabrik für Blechspielzeug, die 1881 in der Stadt Fürth gegründet wurde. Die Buchstaben des Firmennamens sind die Initialen des Firmengründers Georg Adam Mangold.
Ab 1882 stellte GAMA vor allem Blechtiere her, später vor allem Fahrzeuge und Panzer. 1920 übernahm Georg Adam Mangolds Sohn Hans Mangold die Leitung des Unternehmens. 1924 wurden das Firmenlogo und der Markenname als Warenzeichen eingetragen. Die GAMA-Panzer waren in den 1930er Jahren legendär und wurden noch lange nach dem Krieg hergestellt. GAMA war eine der ersten Hersteller, die nach dem Krieg von den Alliierten eine Produktionsgenehmigung erhielten.
1960 übernahm GAMA die Panzerproduktion der Nürnberger Firma Gescha. Unter der Bezeichnung GAMA rallye stieg das Unternehmen 1968 in den boomenden Markt der Autorennbahnen ein.
1971 kaufte GAMA die TRIX Vereinigte Spielwarenfabriken Ernst Voelk KG in Nürnberg auf und führte sie als TRIX-Mangold GmbH & Co KG weiter. 1980 erwarb der Mutterkonzern Gama-Mangold die Rechte an Schuco von der insolventen britischen DCM (Dunbee-Combex-Marx)-Gruppe und verlegte den Sitz von Schuco nach Fürth. 1993 wurden die Marken Schuco, GAMA und Trix von der Konzernmutter zusammengelegt.
1996 wurden die Marken GAMA und Trix an Märklin verkauft.